# 망가게이머

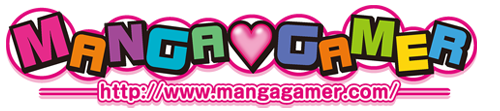

망가게이머(MangaGamer)는 일본 에로게와 비주얼 노벨의 영어 현지화 및 유통을 전문으로 하는 비디오 게임 퍼블리셔이다. 일본계 회사인 재팬 에니메이션 콘텐츠(Japan Animation Contents)가 운영하고 있다.

## 제품 목록
- D.C. 다카포
- 스이카 A.S+
- 키라 키라
- 셔플!
- 쓰르라미 울 적에
- 소울 링크
- 쓰르라미 울 적에 마에카시
- 쓰르라미 울 적에 쓰미호로보시
- 쓰르라미 울 적에 미나고로시
- 쓰르라미 울 적에 마츠리바야시
- D.C. 다카포 II
- 쓰르라미 울 적에 번들팩
- 연희무쌍
- 껍질소녀
- Ef: The First Tale.
- 소녀는 언니를 사랑하고 있다
- 틱! 택!
- 괭이갈매기 울 적에
- 리얼리? 리얼리!
- 그 꽃잎에 입맞춤을
- 파타 모르가나의 저택
- 코토노하 암릴라토